# Arga
Arga (hiszp. Río Arga) – rzeka w hiszpańskiej prowincji Nawarra, dopływ Aragón o długości 145 km. Wypływa na południowych stokach Pirenejów płynąc w kierunku południowym. Nad Argą leży Pampeluna.

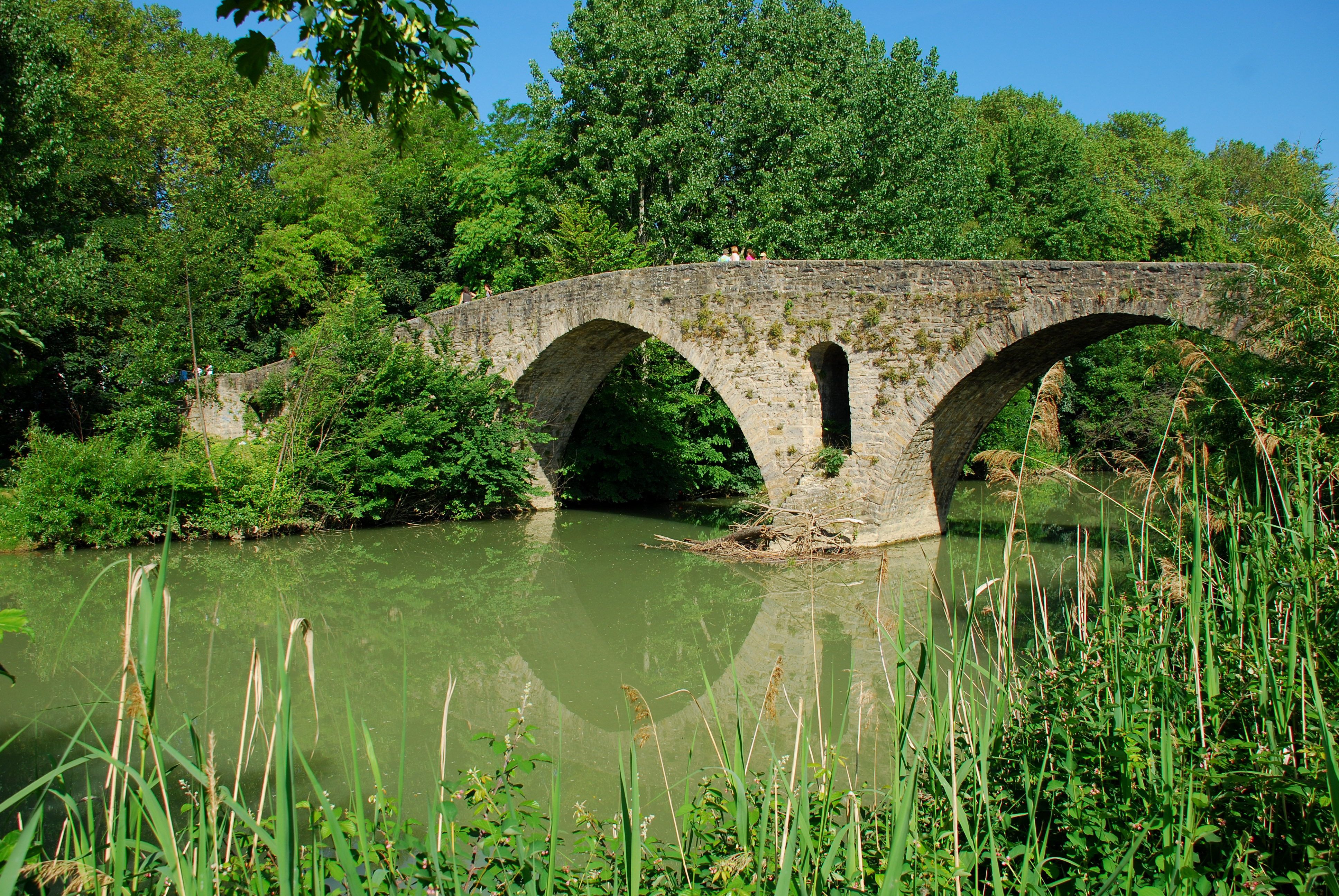
Pochodzący z XII wieku most Puente de la Magdalena(inne języki) w Pampelunie.